# Eleutherobia lutea
Eleutherobia lutea is een zachte koraalsoort uit de familie Alcyoniidae. De koraalsoort komt uit het geslacht Eleutherobia. Eleutherobia lutea werd in 1995 voor het eerst wetenschappelijk beschreven door Benayahu & Schleyer. 